# 1948 Kampala
1948 Kampala (1935 GL) là một tiểu hành tinh vành đai chính được phát hiện ngày 3 tháng 4 năm 1935 bởi C. Jackson ở Johannesburg.